# Werner Stoephasius
Werner Stoephasius (* 4. Oktober 1896 in Berlin-Charlottenburg; † 1978) war ein deutscher Marineoffizier, zuletzt Kapitän zur See der Kriegsmarine.

## Leben
Werner Stoephasius trat am 1. Juli 1915 in die Kaiserliche Marine ein. Er erhielt bis Oktober 1915 seine Ausbildung an der Marineschule und auf dem Schulschiff Freya. Anschließend kam er als Seekadett bis November 1915 auf das Linienschiff Schwaben und dann bis März 1916 auf das Linienschiff Lothringen. Für einen Monat war er dann als Fähnrich zur See (Ernennung zum 19. April 1916) auf dem Linienschiff Hessen. Er besetzte bis April 1918 eine Offizierstelle auf dem Schlachtschiff Westfalen. Zum 17. August 1917 folgte hier seine Ernennung zum Leutnant zur See. Anschließend kam er bis Kriegsende als Wachoffizier auf das Minensuchboot M 66. Am 13. November 1919 wurde er aus der Marine entlassen.
Am 9. August 1920 wurde er für die Reichsmarine reaktiviert. Am 1. Januar 1921 erfolgte hier erst seine Beförderung zum Oberleutnant zur See und am 1. Januar 1928 zum Kapitänleutnant. Von August 1927 bis August 1929 war er Kommandant des Fischereischutzboot Zieten, einem ehemaligen Minensuchboot. 1931/1932 war er zur Verfügung der Inspektion des Bildungswesens der Marine in Kiel gestellt.
Mit der Einrichtung im August 1937 wurde Stoephasius Leiter des Marinesonderdienstes (MSD), welcher zur Aufgabe hatte das Deutsche Reich auf dem Seeweg mit sogenannten Banngütern zu beliefern. Er baute diese Einrichtung nach Maßgabe des Chefs der Abwehr, Wilhelm Canaris, dem er auch unterstellt war erfolgreich auf. Strukturell war sie, vor allem zur Tarnung der Abteilung IV der Amtsgruppe Ausland/Amt Abwehr des OKW zugeordnet. Die fachliche Führung lag beim OKM. Dem MSD waren die Versorgungsschiffe zugewiesen, welche als Blockadebrecher weltweit unter der Führung Stoephasius agierten. Am 1. November 1939 wurde er zum Kapitän zur See befördert. Bis Juni 1943 blieb er Leiter der Einrichtung. Zum Juli 1943 wurde er in diesem Aufgabenbereich von Kapitän zur See Dietrich Niebuhr abgelöst.
Anschließend war er bis November 1944 Kommandant der Seeverteidigung von Nordholland. Nach der Besetzung großer Teile von Hollands durch die Alliierten wurde im November 1944 ein neuer Seekommandant geschaffen. Stoephasius wurde Kommandant der Seeverteidigung von Mittelholland, was er bis Kriegsende blieb. Nach dem Krieg kam er in Kriegsgefangenschaft.